# الإعاقة في الإعلام
تصوير الإعاقة في وسائل الإعلام يلعب دورًا كبيرًا في تشكيل التصوّر العام حول الإعاقة. التصوّرات التي تُعرض في وسائل الإعلام تؤثر بشكل مباشر على الطريقة التي يُعامَل بها الأشخاص ذوو الإعاقة في المجتمع الحالي. "[منصات الإعلام] ذُكِرَت كموقع رئيسي في ترسيخ الصور والأفكار السلبية فيما يخص الأشخاص ذوي الإعاقة."
وكرد فعل مباشر، ظهرت أمثلة متزايدة حول العالم لأشخاص ذوي إعاقة يطلقون مشاريع إعلامية خاصة بهم، مثل إنشاء سلسلة أفلام تتمحور حول قضايا الإعاقة، وبرامج إذاعية ومدونات صوتية مُصمَّمة وموجَّهة نحو الأشخاص ذوي الإعاقة، وما إلى ذلك.

## تصويرات شائعة
تميل وسائل الإعلام عمومًا إلى تصوير الأشخاص ذوي الإعاقة وفقًا لصور نمطية شائعة مثل الشفقة والبطولة. وغالبًا ما يصف المدافعون عن حقوق ذوي الإعاقة هذا النوع من المواقف الاجتماعية بـ"فخ الشفقة/البطولة" أو "ثنائية الشفقة/البطولة"، ويدعون إلى تجاوز هذا الإطار والدفع نحو الدمج بدلاً من ذلك.
عندما تتناول التقارير "معاناة المعاقين"، فإنها غالبًا ما تعتمد على الشفقة أو النموذج الطبي للإعاقة. ومن الأمثلة على ذلك حملات التبرع التلفزيونية مثل حملة جيري لويس لجمع التبرعات لصالح جمعية ضمور العضلات، التي تعرضت لانتقادات لاذعة وأحيانًا احتجاجات ميدانية من قبل نشطاء حقوق ذوي الإعاقة.
وقد يظهر التحيّز السلبي في التغطية الإخبارية اليومية من خلال تصوير الأشخاص ذوي الإعاقة كعبء أو عبء مالي على المجتمع.
كما يُستخدم نموذج الخارق المعاق (بالإنجليزية: super-crip)‏ بشكل متكرر في التغطية الإعلامية، حيث يتم تصوير الأشخاص ذوي الإعاقة على أنهم أبطال يتغلبون على ظروفهم بشكل بطولي.
غالبًا ما يُستخدم النموذج الاجتماعي للإعاقة عند تغطية أنشطة نشطاء حقوق ذوي الإعاقة، في حال كانت التغطية إيجابية.
وقد صاغت ستيلا يونغ، الناشطة في مجال حقوق ذوي الإعاقة، مصطلح "إباحية الإلهام" عام 2012 في افتتاحية نشرتها على مجلة إلكترونية تابعة لـهيئة الإذاعة الأسترالية تدعى Ramp Up. يشير المصطلح إلى الحالات التي يُوصَف فيها الأشخاص ذوو الإعاقة بأنهم "ملهمون" فقط أو جزئيًا بسبب إعاقتهم.
ويشير الباحثون إلى أن المعلومات تُعطى الأولوية للأشخاص ذوي الإعاقة، فيما يُنظر إلى التواصل كأمر ثانوي صعب، وتُصوَّر الترفيه كترف زائد.

### الصور النمطية والاستعارات
التصويرات النمطية للإعاقة التي تنشأ في الفنون، والسينما، والأدب، والتلفزيون، وأعمال الخيال في وسائل الإعلام الجماهيرية، غالبًا ما تُطبّع وتُؤلف من خلال التكرار أمام الجمهور العام. وبمجرد أن يتم امتصاص هذا النمط النمطي وقبوله من قِبل الجمهور السائد، يستمر في التكرار في وسائل الإعلام، بأشكال مختلفة قليلًا، لكنه يبقى قريبًا من النمط الأصلي. وقد تم التعرف على العديد من الصور النمطية للإعاقة في وسائل الإعلام. يُشار إليها أحيانًا باسم "استعارات"، أي صورة أو تمثيل متكرر في الثقافة السائدة يسهل التعرف عليه. تؤثر هذه الاستعارات المتكررة في الأعمال الخيالية على الطريقة التي ينظر بها المجتمع بشكل عام إلى الأشخاص ذوي الإعاقة. ومن ثمّ، تقوم أشكال أخرى من الإعلام بتصوير الأشخاص ذوي الإعاقة بطرق تتماشى مع هذه الاستعارات وتعيد تكرارها.
بعض هذه الاستعارات المتعلقة بالإعاقة والتي تم التعرف عليها في الثقافة الشعبية تشمل:
- "الأشخاص قصيرو القامة كائنات سريالية"[15]

تقوم هذه الاستعارة على استخدام التقزّم لتعزيز الطابع الخيالي لعالم الفيلم> من الأمثلة على ذلك شخصية تاتو في مسلسل جزيرة الفنتازيا؛ والاستخدام المتكرر للأقزام كعنصر بصري في أعمال المخرج الأمريكي ديفيد لينش، مثل فيلم طريق مولهولاند؛ بالإضافة إلى ظهور ممثل قصير القامة بدور إضافي بارز في فيلم عيون لورا مارس.
- "إعاقة في حلقة واحدة فقط"

في هذا النمط، يصاب أحد الشخصيات الرئيسية في مسلسل تلفزيوني بإعاقة مؤقتة، ويتعلم درسًا أخلاقيًا، ثم يتعافى بسرعة وبشكل كامل. من الأمثلة على ذلك حلقة من مسلسل ماش حيث يُصاب هوك آي بالعمى مؤقتًا، وحلقة من القانون والنظام: الوحدة الخاصة للضحايا حيث يصاب المحقق ستابلر بالعمى مؤقتًا.
- "الإعاقة كقوة خارقة"

في هذا النمط، تُنتزع من الشخصية إحدى القدرات، لكن تُعزز قدرة أخرى لتصبح لديها قوة خارقة. وقد أدى ذلك إلى ظهور عدة أنواع فرعية من هذه الاستعارة، مثل "الكفيف العرّاف"، و"الكفيف المقاتل"، و"العبقري المُعاق"، و"صاحب الكرسي المتحرك الخارق".
أحيانًا، يتم اختزال الشخصيات ذات الإعاقة إلى مجرد إعاقتها. ووفقًا للنموذج الطبي، يتم شرح الإعاقة وسردها بأسلوب يشبه ما هو موجود في ويبمد. يصف جاي تيموثي هذه الصورة النمطية بمصطلح "الإعاقة كمرض"، وهي ضارة لأنها تعزز فكرة أن الأشخاص ذوي الإعاقة يُنظر إليهم أولًا كإعاقتهم قبل أن يُنظر إليهم كأشخاص.
تشمل الصور النمطية الأخرى للإعاقة التي تم التعرف عليها في الثقافة الشعبية ما يلي:
- موضوع الشفقة

تُظهر هذه الاستعارة الأشخاص ذوي الإعاقة كمصدر إلهام للأشخاص الأصحاء لتحقيق أهدافهم، وتُعرف باسم إلهام الإباحية. وغالبًا ما تُربط الإعاقة هنا بالمرض أو الحالة الصحية. ومن الأمثلة: شخصية أوجي في فيلم وندر، وشخصية تيني تيم في رواية ترنيمة عيد الميلاد.
- الشرير أو الخبيث

يُصوَّر بعض الشخصيات ذات الإعاقات الجسدية على أنهم شخصيات معادية أو شريرة، مثل شخصية غوست في فيلم الرجل النملة والدبورة، وشخصيات فيلم انقسام.
- "البراءة الأبدية"

تُقرَن غالبًا بالأشخاص ذوي الإعاقات الذهنية، حيث يتم تصويرهم بعقلية طفولية، كما في أفلام فورست غامب، وأنا سام، ورجل المطر.
- "ضحية العنف"[18]

في هذه الاستعارة، يُصوَّر الشخص الذي أُصيب مؤخرًا بإعاقة على أنه غير قادر على تقبل حياته الجديدة، فيحاول عكس أو التخلّص من إعاقته. وغالبًا ما ترتبط هذه الكليشيه بنمط "موضوع الشفقة" و"إباحية الإلهام".
- "لاعاطفي، غير مرغوب فيه، أو غير قادر على إقامة علاقات جنسية أو عاطفية"

مثل استعارة "البراءة الأبدية"، يُنظر إلى الأشخاص ذوي الإعاقة على أنهم أبرياء بعقلية طفولية، وبالتالي ليس لديهم رغبات جنسية. من الأمثلة على ذلك قصص البلوغ للمراهقين مثل شخصية آرتي أبرامز في مسلسل غلي، وأدب "المرض للمراهقين" مثل رواية ما تخبئه لنا النجوم.
- "الاحتيال بالإعاقة"

في هذه الاستعارة، يكون الشخص غير معاق فعليًا، لكنه يتظاهر بالإعاقة لتحقيق مكاسب مادية أو شخصية. من الأمثلة على ذلك شخصية "فيربال كينت" في فيلم المشتبه بهم المعتادون، الذي تظاهر بالعرج لاستغلال الآخرين، ثم يظهر في نهاية الفيلم وهو يغادر مركز الشرطة حرًا وبدون أي عرج.
بينما يوجد محتالون يتظاهرون بالإعاقة مثل بيل غيبسون، فإنهم نادرون، في حين أن الأشخاص ذوي الإعاقات الحقيقية شائعون نسبيًا. الإعلام، وخاصة التقارير الإخبارية، التي تركز على القلة من المتظاهرين بالإعاقة المزيفة بينما تتجاهل أو تقلل تمثيل العدد الكبير من ذوي الإعاقة الحقيقية، تخلق تصورًا خاطئًا عن الأشخاص ذوي الإعاقة يُعزز الصور النمطية السلبية. وهذا يُعد إشكاليًا بشكل خاص للأشخاص ذوي إعاقة غير مرئية، حيث قد يُشكك في مصداقيتهم ويُساء إليهم من قِبل أفراد من العامة على اعتبار أنهم "يدّعون"، وذلك نتيجة الاعتقاد بأن المحتالين أكثر شيوعًا من ذوي الإعاقة الحقيقية. من الأمثلة على ذلك مستخدمو الكراسي المتحركة الذين قد يكونون قادرين على المشي.[بحاجة لمصدر]
وجود الصور النمطية عن الإعاقة في وسائل الإعلام الجماهيرية يرتبط بصور نمطية أخرى، أو أنماط متكررة، تطورت عند تصوير فئات مهمّشة أخرى في المجتمع، مثل نمط الزنجي السحري الذي حدده وانتقده المخرج سبايك لي. وغالبًا ما تُطلق أسماء ساخرة على هذه الأنماط عند تحديدها، ما يدل على رفض للصور النمطية الضارة التي تُروج لها.
قد تستمر الصور النمطية في ثقافة معينة لأسباب عدّة: فهي تُعزز باستمرار داخل الثقافة، وهو ما تفعله وسائل الإعلام الجماهيرية بسهولة وفعالية؛ كما أنها تعكس حاجة إنسانية شائعة لتنظيم الناس وتصنيفهم؛ وتُعزز التمييز الذي يسمح لفئة من المجتمع باستغلال وتهميش فئة أخرى. وقد حددت عدة دراسات حول وسائل الإعلام في بريطانيا والولايات المتحدة صورًا نمطية شائعة، مثل "المحارب النبيل"، و"المعاق المستجدي"، و"الفضولي"، و"المشوه"، و"بولّيانا"، حيث لاحظ الباحثون موقفًا من "عدم القبول" من جانب الإعلام لبعض جوانب الإعاقة. وقد أُثبت أن تصوير الإعاقة في الإعلام أصبح أكثر تطبيعًا وتقبّلًا في السنوات التي تلت مباشرةً الحرب العالمية الثانية، حين كان يتم إعادة دمج المحاربين القدامى ذوي الإعاقات الناتجة عن الحرب في المجتمع. تلا ذلك رد فعل من التعصب تجاه الإعاقة خلال منتصف القرن العشرين، وقد افترض بعض الباحثين أن هذا قد يكون مرتبطًا برد فعل المجتمع تجاه أي "اختلاف" يمكن التعرف عليه نتيجة التوترات الناجمة عن الحرب الباردة. وسرعان ما عادت صور الإعاقة في الإعلام إلى التأكيد على الطبيعة "الغريبة" للإعاقة.

## برامج الإعلام الموجّهة لجمهور من ذوي الإعاقة
بدأت وسائل الإعلام المسموعة والمرئية في السنوات الأخيرة في إدراك أن هناك جمهورًا كبيرًا من الأشخاص ذوي الإعاقة الذين يصل إليهم بثها. وأصبح هناك ازدياد في البرامج المخصصة لقضايا الإعاقة.
في عام 1990، أصبح توقيع قانون الأمريكيين ذوي الإعاقة لعام 1990 (ADA) أول قصة إخبارية حول قضايا الإعاقة تُعرض كخبر رئيسي على قناة سي إن إن. وقد تواصل مدير الأخبار إد تورنر مع مكتب واشنطن في القناة ليتم نقل توقيع الرئيس جورج بوش للـ ADA مباشرة على الهواء. وفي اليوم التالي، نُشرت تغطية توقيع القانون كعنوان رئيسي في كل من نيويورك تايمز وواشنطن بوست وسائر الصحف الأمريكية الكبرى. وقد صرح الناشط في مجال حقوق ذوي الإعاقة ليكس فريدن قائلًا: "كانت هذه أول مرة يُعرض فيها موضوع حقوق ذوي الإعاقة على ملايين الناس بوصفه الخبر الأول". وقد مثّلت هذه اللحظة تحوّلًا كبيرًا في الحدّ من الإقصاء والتجاهل الذي كان يطال الأشخاص ذوي الإعاقة.
تُعد برامج مثل Ouch! من إنتاج بي بي سي، وThe Largest Minority التي تُبث في نيويورك، وDtv التي تُعرض في جنوب إفريقيا على شاشة هيئة الإذاعة الجنوب إفريقية، أمثلة على البرامج المُنتجة من أجل — وغالبًا أيضًا بواسطة — أشخاص من ذوي الإعاقة.
أما خدمة القراءة الإذاعية، فهي محطات إذاعية تبث قراءات من الصحف والمجلات والكتب، موجهة بشكل رئيسي للمكفوفين أو ضعاف البصر.
وفي السنوات الأخيرة، أضافت بعض المنشورات والمحطات الإعلامية الرئيسية مقالات وبرامج تتناول مواضيع تتعلق بالإعاقة. تُعد "شبكة التنوع الإبداعي" في المملكة المتحدة إحدى المنظمات التي تدافع عن زيادة البرامج الثقافية والمتعلقة بالإعاقة. وقد صرحت مديرة الشبكة، كلير مورو، بأن "الإعاقة أصبحت الآن في صميم جدول أعمال التنوع في جميع شركات التلفزيون الرئيسية في المملكة المتحدة، بفضل جهودها الجماعية". يتضمن موقع بي بي سي برنامج Ouch!, وهو مدونة إخبارية ونقاشية وبرنامج إذاعي على الإنترنت يتناول قضايا الإعاقة.

## المنشورات والبث من قبل المنظمات المعنية بالإعاقة
العديد من المنظمات الناشطة والخيرية لديها مواقع إلكترونية وتنشر مجلاتها أو نشراتها الإخبارية الخاصة.

## الإعاقة في الأفلام الوثائقية
تم عرض الإعاقة على الجمهور منذ الأيام الأولى لفيلم الوثائقية. كانت الأفلام التعليمية الصامتة التي تُعرض على طلاب الطب والتمريض تعرض مرضى في المستشفيات يعانون من حالات مختلفة من الإعاقة. لا تزال بعض الأفلام التي تظهر مرضى يعانون من الفصام مع أعراض شذوذ الحركة، بالإضافة إلى جنود من قدامى المحاربين في الحرب العالمية الأولى يعانون من اضطراب الكرب التالي للصدمة النفسية (PTSD)، والعديد من الأفلام الأخرى، موجودة حتى اليوم. كان مايكل جي. داولينغ (1866–1921) سياسيًا بارزًا من ولاية مينيسوتا وناشرًا صحفيًا، وكان أيضًا مبتورًا من أربعة أطراف. ألهمته الحرب العالمية الأولى لدعم قضية المحاربين القدامى ذوي الإعاقات. قام داولينغ بتصوير نفسه أثناء أداء مهام روتينية بمفرده، وتم عرض هذه الأفلام على مجموعات مثل الجمعية الطبية الأمريكية في عام 1918. وقد عززت جهوده إعادة تأهيل الأشخاص ذوي الإعاقات الجسدية.
كانت الأفلام الوثائقية في بعض الأحيان تحمل نبرة تعكس فضول الجمهور المرضي حول الإعاقات المرئية التي كانت تعتبر عيبًا وعادة ما يتم إخفاؤها عن الأنظار العامة. استغل دعاة الدعاية النازية هذا الخوف والتحامل لدفع الجمهور لقبول سياساتهم المتعلقة بالموت الرحيم، بما في ذلك التعقيم القسري، من خلال عرض أفلام تظهر الأشخاص الذين يعانون من إعاقات ذهنية وجسدية يعيشون في ظروف مزرية. في الوقت نفسه، بذل الرئيس الأمريكي فرانكلين دي. روزفلت وموظفو البيت الأبيض جهدًا كبيرًا لإخفاء إعاقته (أصيب روزفلت بشلل سفلي بعد إصابته بشلل الأطفال ككهل). تم تصوير روزفلت فقط من زوايا كانت تخفي إعاقته عن الجمهور، خوفًا من أن يُنظر إليه على أنه ضعيف.

في الآونة الأخيرة، تم عرض أفلام وثائقية عن الإعاقة على نطاق واسع في برامح التلفزيون العامة والكابل. تم عرض برنامج "الحياة الاستثنائية" من قناة "Channel 5" (المملكة المتحدة)، وبرنامج "Body Shock" من "القناة الرابعة البريطانية" في المملكة المتحدة، الذي عرض العديد من المواد الوثائقية عن الإعاقة. تشمل بعض عناوين البرامج الوثائقية: "الولد الذي يرى دون عيون" — الفتى الأمريكي البالغ من العمر 14 عامًا الذي يتنقل بواسطة الصوت؛ "التوأم داخل التوأم" — البنغالي البالغ من العمر 34 عامًا الذي يحمل توأمه الجنيني داخل بطنه؛ و"التوأمان اللذان يشتركان في جسد واحد" — آبي وبريتاني هينسل، التوأمان اللذان يملكان رأسين وجسدًا واحدًا، والمعروفين عالميًا باسم التوأمان ديكفالوس. بعض الأفلام الوثائقية، التي تُعتبر ضمن نوع "الوثائقيات الصادمة"، قد ندد بها النقاد من ذوي الإعاقة. على الرغم من أن البرامج الوثائقية تحتوي على معلومات تعليمية وعلمية، إلا أن الجاذبية العاطفية المفرطة والنغمة "الفضائحية" للبرامج أثارت اعتراضات. كتبت لورانس كلارك في مدونة الإعاقة التابعة لموقع بي بي سي "Ouch!": 
خلال هذه البرامج، غالبًا ما أجد نفسي أصرخ أمام التلفزيون: 'من أين يعثرون على هؤلاء الأشخاص؟!'. أظن أن هناك شخصًا في مكان ما قد أنشأ وكالة تدعى "استأجر غريبًا"، من أجل تزويد صناع الوثائقيات بأغرب الأشخاص ذوي الإعاقة الذين يمكنهم العثور عليهم. ولكن، على عكس مواضيع الوثائقيات اليوم، كان الغرباء في الماضي على الأقل يتلقون أجرًا مقابل مشاركتهم — وكان لديهم بعض الرأي في أدائهم.

## التصوير الفوتوغرافي الوثائقي

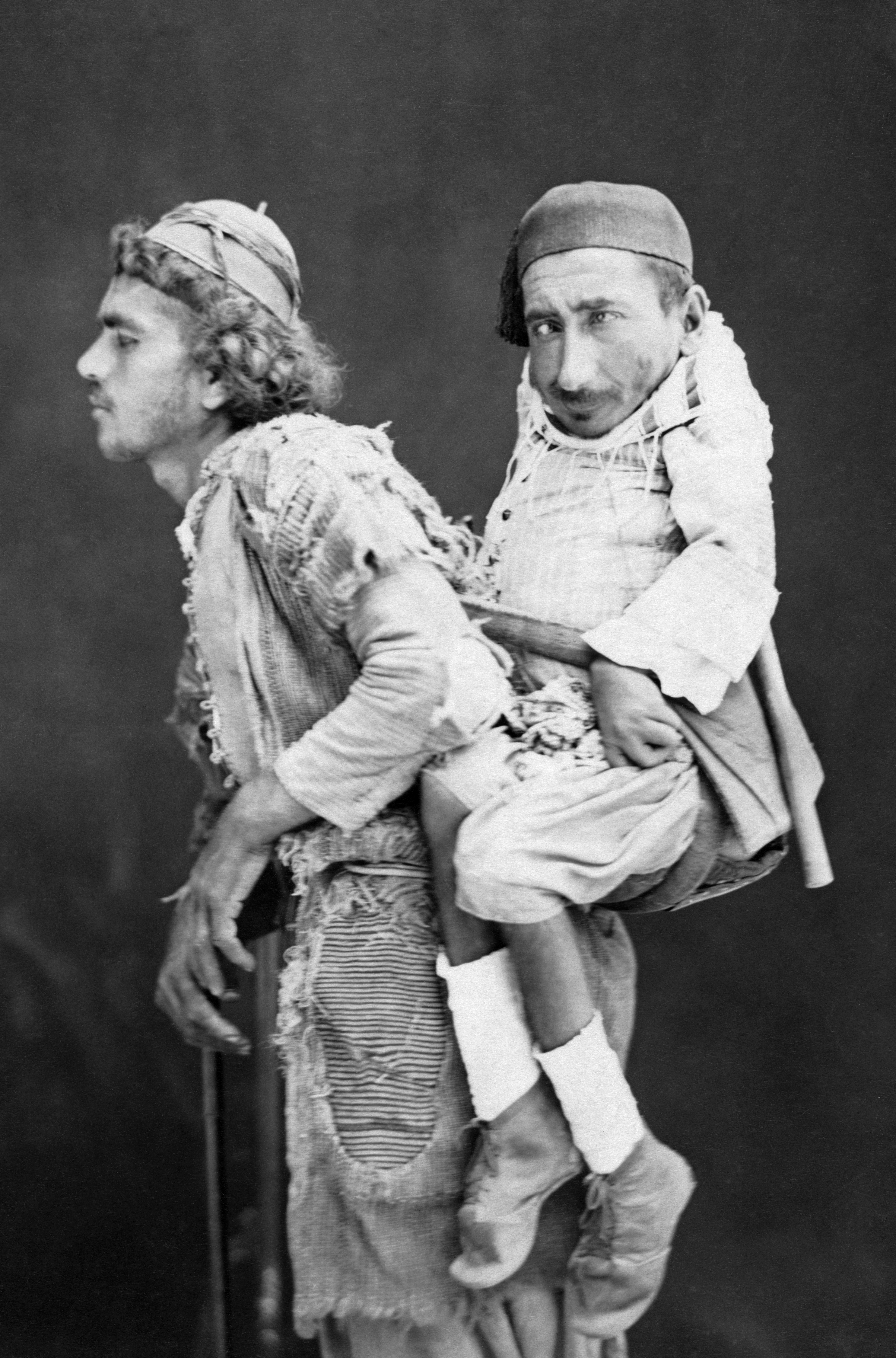
رجل أعمى يحمل رجلاً مشلولاً على ظهره في بلاد الشام، صورة بواسطة تانكراد دوماس، حوالي عام 1889.

كان أول مصور أصبح معروفًا على نطاق واسع بتصوير الأشخاص ذوي الإعاقة الظاهرة هو ديان أربوس، التي نشطت في الخمسينيات والستينيات. كانت صورها، التي تعد في الواقع صورًا فنية، قد أثارت جدلًا كبيرًا وما زالت تثير الجدل حتى اليوم.
عُرف المصوران الوثائقيان الأمريكيان توم أولين وهارفي فينكل، اللذان وثقا حركة حقوق المعاقين منذ الثمانينيات، بعرض أعمالهما في العديد من الأماكن بما في ذلك مركز الدستور الوطني.

## الردود
انتقد أعضاء من الجمهور ذوي الإعاقة التصوير الإعلامي للإعاقة على أساس أن الصور النمطية تتكرر بشكل شائع. التغطية الإعلامية "السلبية"، و"غير الواقعية"، أو التي تعرض تفضيلًا لما هو "مؤسف" و"استفزازي" على حساب "الجانب اليومي والإنساني للإعاقة" هي الجذور وراء الاستياء. كتبت الصحفية ليي جانيت شرازانوفسكي، التي تستخدم كرسيًا متحركًا: 
يعتقد العديد من الأشخاص ذوي الإعاقة أن الصحفيين الرئيسيين غير قادرين على تغطية القصص المتعلقة بهم بدقة. بشكل عام، يصورنا الصحفيون إما كمعوقين بائسين، أو كأبطال عظماء، أو كمجانين مصابين بأمراض نفسية. هذه الصور النمطية الإعلامية الخاطئة للأشخاص ذوي الإعاقة تتكرر لأن الصحفيين يفشلون باستمرار في فهم أو تعلم عن الأشخاص ذوي الإعاقة والقضايا التي تهمنا.
تم إنشاء العديد من المنظمات والبرامج في محاولة للتأثير بشكل إيجابي على تكرار وجودة التقارير الإعلامية حول قضايا الإعاقة. بحلول عام 2000، كانت التقديرات تشير إلى أنه في الولايات المتحدة كان هناك بين 3000 و3500 نشرة إخبارية، و200 مجلة، و50 إلى 60 صحيفة تنشر بانتظام وتتناول قضايا الإعاقة.

## الإعاقة على منصات وسائل الإعلام الاجتماعية
تعد وسائل الإعلام الاجتماعية أداة تُستخدم لربط الأفراد ذوي الإعاقة مع أشخاص آخرين ذوي اهتمامات وتجارب مشابهة. لذلك تعمل المنتديات عبر الإنترنت وغرف الدردشة كموصل بين الأشخاص، على سبيل المثال، يستطيع الأشخاص ذوي الإعاقة السمعية الاتصال بمن لا يعرفون لغة الإشارة الأمريكية. كما استخدم وسائل الإعلام الاجتماعية أيضًا كأداة تعليمية لتعليم الآخرين عن مجتمع ذوي الإعاقة، وكيفية توفير أفضل دعم أو علاج أو مساعدة. في هذه الحالات، أصبحت وسائل الإعلام الاجتماعية وسيلة لتقليل العزلة والحد من الصور النمطية السلبية حول الأشخاص ذوي الإعاقة.

## أمثلة معاصرة عن الإعاقة في الإعلام
توفر هذه الأمثلة عينة من التمثيلات المعاصرة للإعاقة في الإعلام التي تشمل تصويرًا أصيلًا وعرضًا عرضيًا للإعاقة من قبل ممثلين ومهنيين ذوي إعاقات.

### الأفلام والتلفزيون
- مكان هادئ: ميليسنت سيموندز، ممثلة فاقدة السمع، قامت بدور "ريغان أبوت"، شخصية فاقدة السمع في فيلم.
- بريدجيرتون: الموسم الثالث قدم مثالين مميزين عن تمثيل الإعاقة بشكل غير مباشر بواسطة الممثلة فاقدة السمع صوفي وولي في دور "اليدي ستويل"، والممثل زاك فورد-ويليامز في دور "اللورد ريمينغتون".
- معسكر كريب: تم مقابلة العديد من الأشخاص ذوي الإعاقات في الفيلم الوثائقي معسكر كريب، بما في ذلك جيمس ليبريتش، آن كوبولو فريمان، جوديث هيومان، ودينيس بيلوبس، من بين آخرين.
- اختلال ضال: آر جي مت يلعب دور الابن المراهق المتمرد حيث لا تكون إعاقته هي محور القصة، لكنها تُستخدم لإضافة عمق لشخصيته.

### الإنتاج المسرحي
المسرح والإعاقة أصبح حركة متنامية، وأصبح تمثيل الشخصيات ذوي الإعاقات يخضع لمزيد من التدقيق. الممثلون ذوو الإعاقة يتم اختيارهم بشكل أصيل بشكل متزايد، مستعيدين قصص ذوي الإعاقات.
- الجميلة والوحش: إيفان روغيريو، ممثل فاقد السمع، قام بدور الوحش في الإنتاج المسرحي لعرض ديزني الجميلة والوحش.
- رجل برج نوتردام: جون ماكنتي، ممثل فاقد السمع، قام بدور كوازيمودو، شخصية مكتوبة أصلاً على أنها فاقدة السمع في الرواية، في العرض المسرحي رجل برج نوتردام.
- ريتشارد الثالث: تم تجسيد دوره الآن بواسطة العديد من الممثلين ذوي الإعاقات مثل: مات فريزر، بيتر دينكلاج، توم موذرديل، أرثر هيوز، مايكل باتريك ثورنتون، ومايكل باتريك وزاك فورد-ويليامز.
- ماديسون فيريس: ماديسون فيريس قامت بدور "لورا وينغفيلد" في مسرحية "حديقة الحيوانات الزجاجية" في برودواي. رغم أن إحدى ساقي لورا مشوهة وتلبس دعامة، تعتبر ماديسون من أولى الممثلين ذوي الإعاقة الذين تم اختيارهم في هذا الدور.

### روايات
- لقد حصلت على 99 مشكلة ... الشلل هو واحد منها فقط: ميسون زايد، كوميدية أمريكية من أصل عربي، تقدم لمحات عن مغامراتها كممثلة، كوميدية، فاعلة خير، ومدافعة عن حقوق ذوي الإعاقات.
- نضالنا من أجل حقوق ذوي الإعاقة - ولماذا لم ننتهِ بعد: جوديث هيومان، ناشطة في حقوق ذوي الإعاقة، تروي قصص الاحتجاجات في الفقرة 504 من قانون إعادة التأهيل وتقدم سياقاً حول حالة حقوق ذوي الإعاقة اليوم.

### بودكاست
- الإعاقة بعد الظلام: بودكاست يقدمه مستشار التوعية بالإعاقة أندرو غورزا، يركز على مواضيع الإعاقة التي لا يتم مناقشتها عادة.
- القوة وليس الشفقة[usurped]: بودكاست يعزز القصص ووجهات نظر ذوي الإعاقة من الأشخاص الملونين.
- بودكاست ستوتر: بودكاست يقدمه (ويشمل) الأشخاص الذين يعانون من التلعثم ويركز على مواضيع التلعثم.
- ثقافة غير صالحة: بودكاست مخصص لاكتشاف أغرب وأغرب تمثيلات الإعاقة في الثقافة الشعبية.